# Musée du Nouveau Monde
Le musée du Nouveau Monde est un musée d'histoire situé à La Rochelle, en Charente-Maritime, installé dans l’hôtel de Fleuriau depuis 1982.
Consacré aux relations entre La Rochelle et les Amériques appelées alors « Nouveau Monde », c’est le premier musée à aborder le passé négrier d’un port français et à exposer les éléments liés à la traite négrière et à l’esclavage dans les colonies des Antilles.
Ses collections, riches de près de 2 200 œuvres d'art, sont à la fois le miroir du Nouveau Monde exploré par le vieux continent qu'est l'Europe, et le reflet d’une ville enrichie économiquement et culturellement par le nouveau continent.
L'établissement est labellisé « musée de France » depuis 2002.

## Histoire de l'hôtel de Fleuriau
Un hôtel particulier est construit à la mode parisienne, avec un corps central et deux ailes en retour enserrant une cour fermée par un grand portail, entre 1740 et 1750, pour le compte de Jean Regnaud de Beaulieu.
En 1772, l'hôtel est racheté par le négociant rochelais Aimé-Benjamin Fleuriau. Celui-ci, revenu à La Rochelle en 1755, a fait fortune à Saint-Domingue où il possède l'habitation Fleuriau, exploitation de canne à sucre et sucrerie, à Bellevue, près de Port-au-Prince.
Ayant acquis une maison adjacente donnant sur une rue parallèle vers 1780, il fait agrandir l'hôtel en adjoignant contre la corps central de l'ancien hôtel un nouveau corps de bâtiment ouvert sur un jardin. La communication entre l'ancien et le nouveau corps de bâtiment se fait en perçant des portes à chaque étage.
L'hôtel Fleuriau a été habité par la même famille jusqu'à sa vente en 1974. Le maire de La Rochelle, Michel Crépeau, ayant voulu un musée du Nouveau Monde pour sa ville, celui-ci a été inauguré le 14 mai 1982.
La façade sur jardin et les décorations intérieures ont été classées au titre des monuments historiques le 16 décembre 1950, les autres façades et les toitures le 17 janvier 1951.

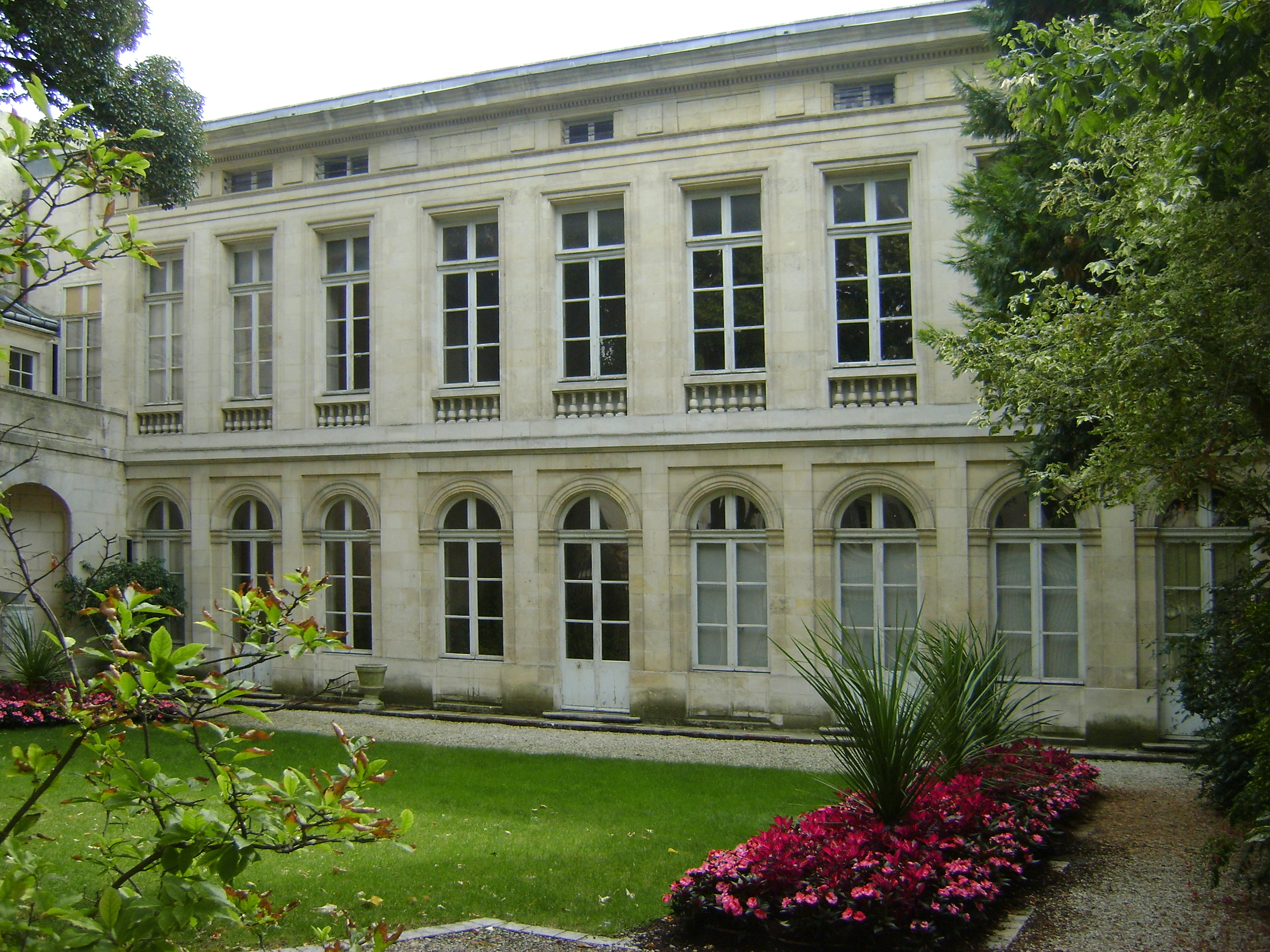
Façade néoclassique, sur jardin.

## Présentation du musée

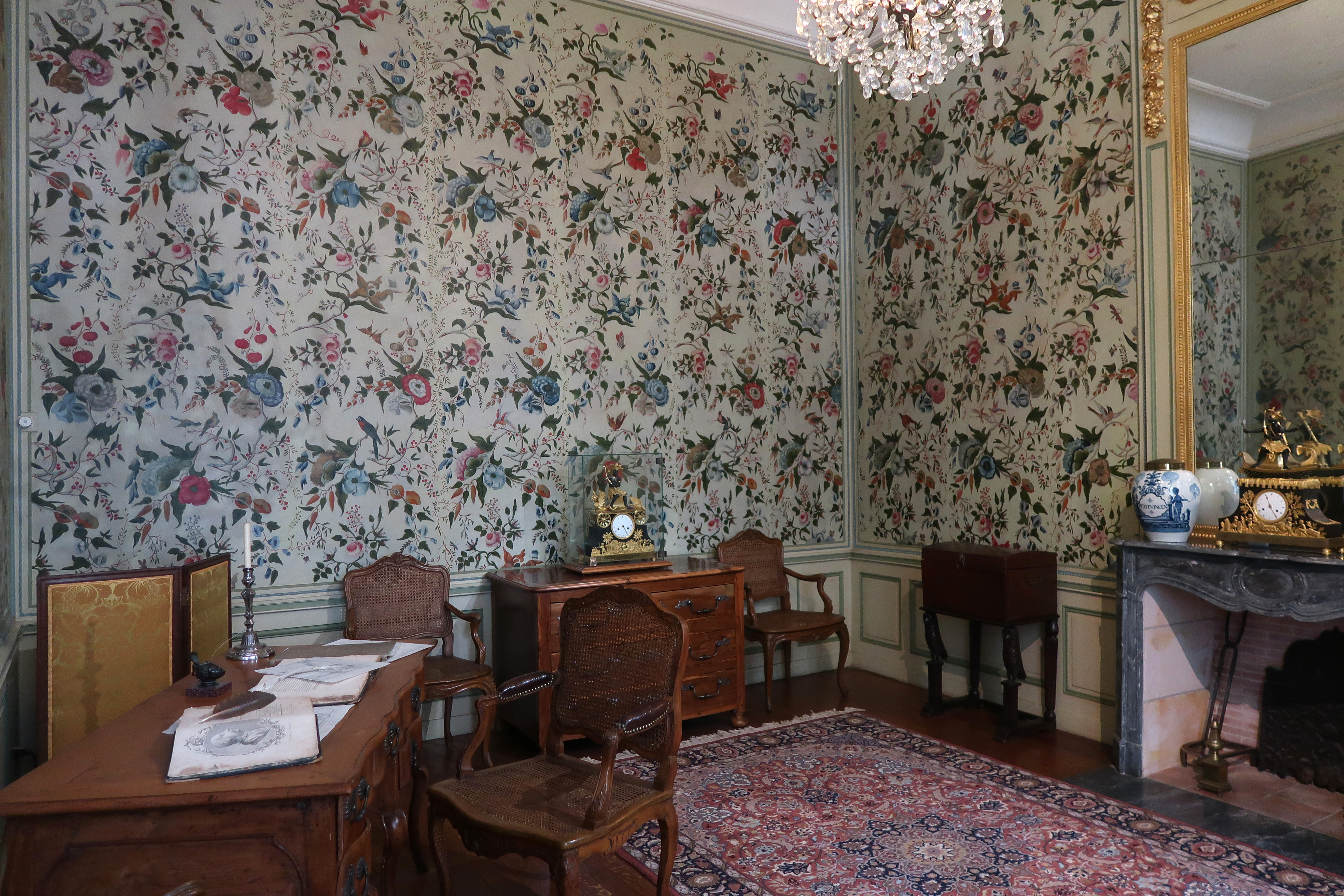
Le cabinet de travail d'Aimé-Benjamin Fleuriau (fin XVIIIe siècle).

La Rochelle a été l'un des principaux ports de commerce et d'émigration vers le Nouveau Monde : Nouvelle-France, Antilles… Le musée présente, dans la demeure d'une famille de négociants rochelais, propriétaires d'une plantation et d'esclaves à Saint-Domingue, des peintures, gravures, dessins, sculptures, cartes anciennes et objets d'art décoratif en lien avec le thème du Nouveau Monde des Amériques.
Il a été le premier musée à parler du passé négrier d’un port français et à exposer les éléments liés à la traite des noirs et à l’esclavage dans les colonies des Antilles.
Le musée est équipé d'audioguides. Des livrets de visite et d'activités sont conçus spécialement pour le jeune public et disponibles gratuitement à l'accueil. Un « espace familles » est mis à disposition au premier étage, au sein des salles consacrées aux États-Unis et aux peuples autochtones.

## Collections

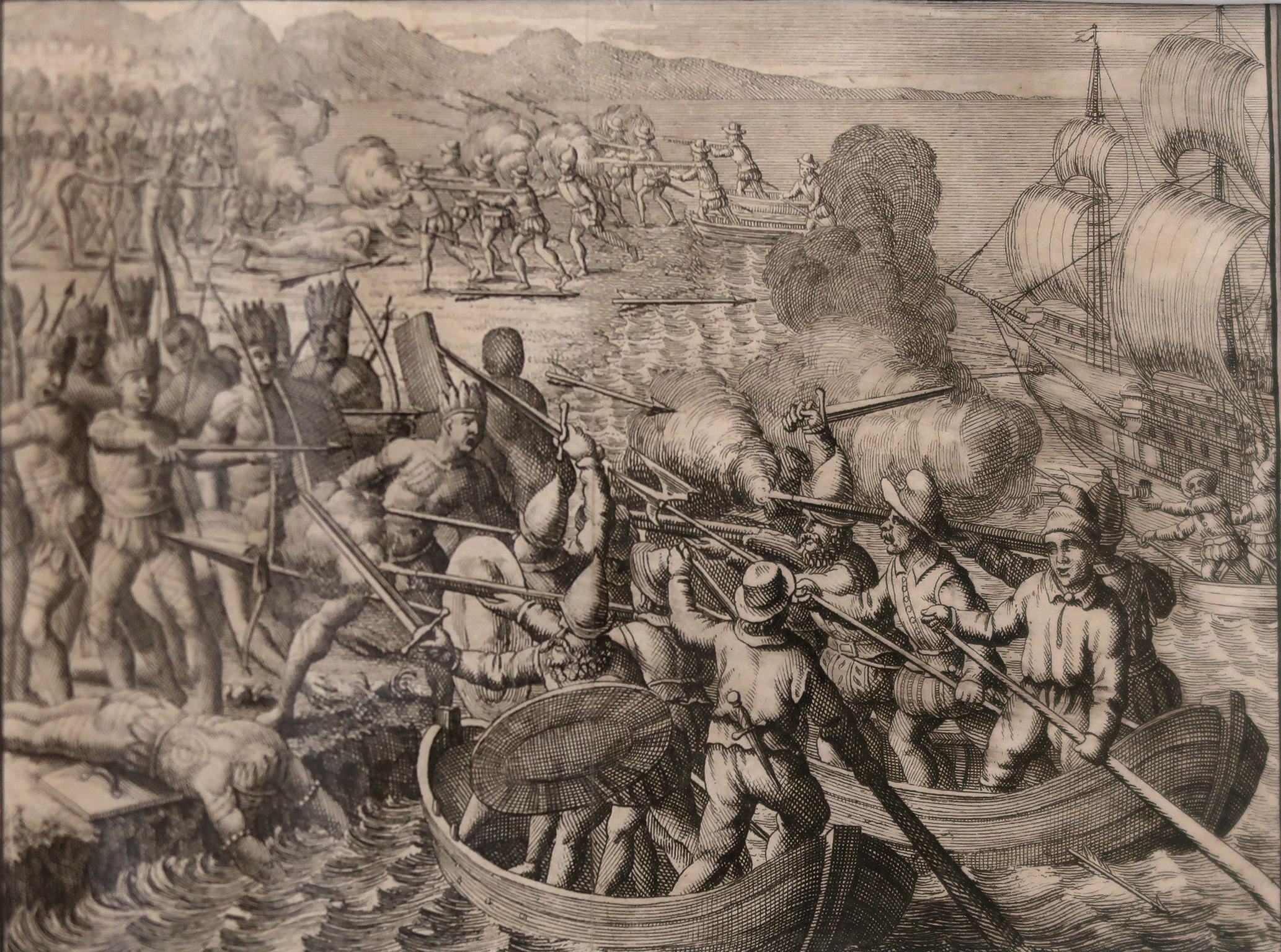
Relation des voyages de Christophe Colomb. Antonius de Herrera. Leyde 1706. Gravure à l'eau-forte.

- Rez-de-chaussée : la découverte des Amériques.

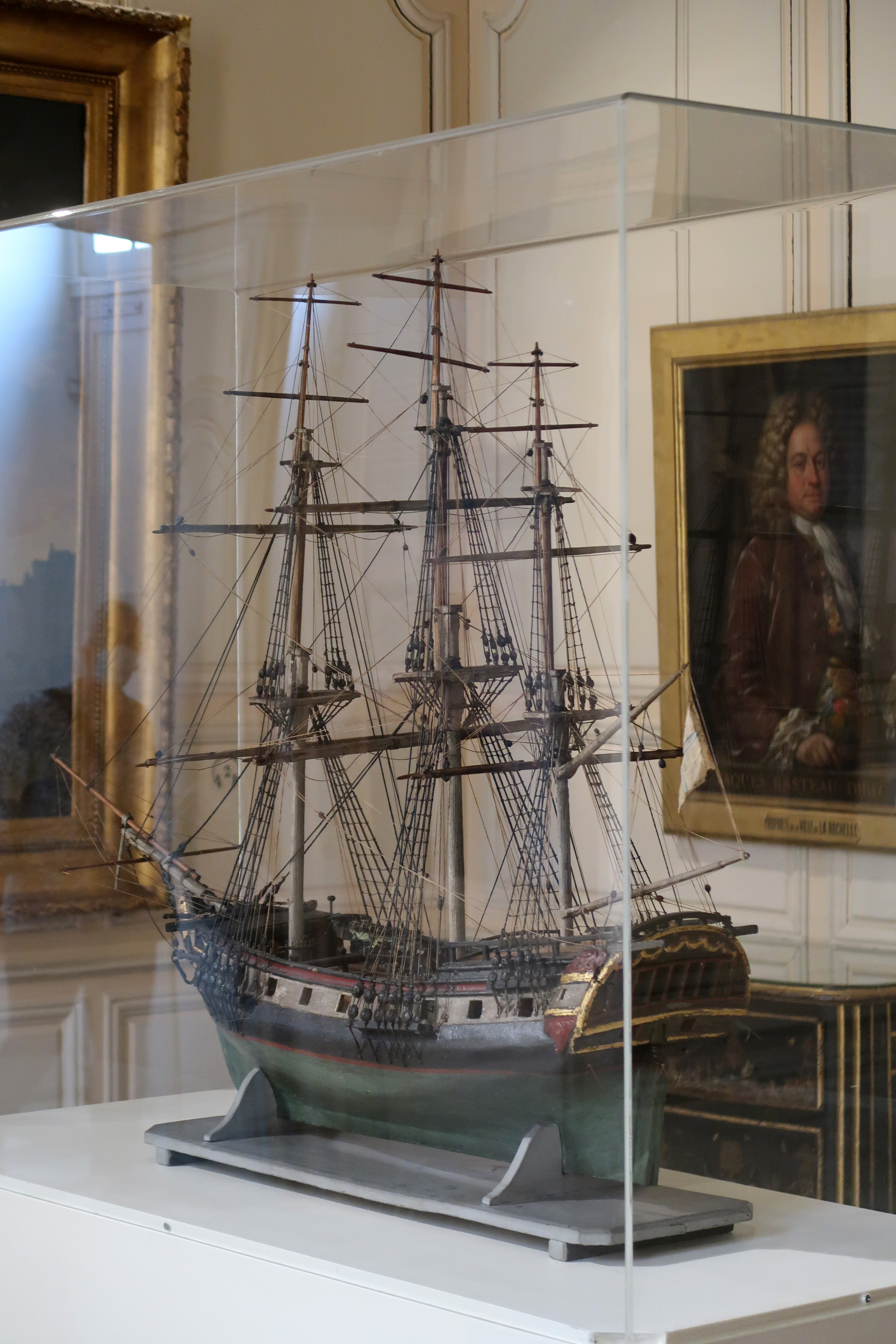
Modèle de frégate (XVIIIe siècle).

- Premier entresol, La Rochelle et les Antilles :
  - La Rochelle, ville portuaire ;
  - la traite négrière[6]
  - les productions coloniales ;
  - les abolitions de l'esclavage ;
  - le cabinet de travail d'Aimé-Benjamin Fleuriau, fin XVIIIe siècle.
- Premier étage, La Nouvelle-France :
  - les explorations au XVIe siècle ;
  - Histoire de la Nouvelle-France ;
  - la traite des fourrures ;
  - Hurons et Iroquois ;
  - l'Indépendance américaine.
- Premier étage (suite), États-Unis et peuples autochtones :
  - Indiens des Plaines et poussée vers l'Ouest ;
  - les Français et la ruée vers l'or en Californie en 1848 ;
  - Edward S. Curtis et les peuples Amérindiens aux États-Unis[7].
- Deuxième entresol, l'Amérique vue par les Européens (1650-1850) :
  - allégories de l'Amérique ;
  - allégories des quatre continents ;
  - images de l'Amérique du Sud ;
  - arts et littérature (1650-1850).
- Deuxième étage : art contemporain et exposition temporaire.

## Galerie

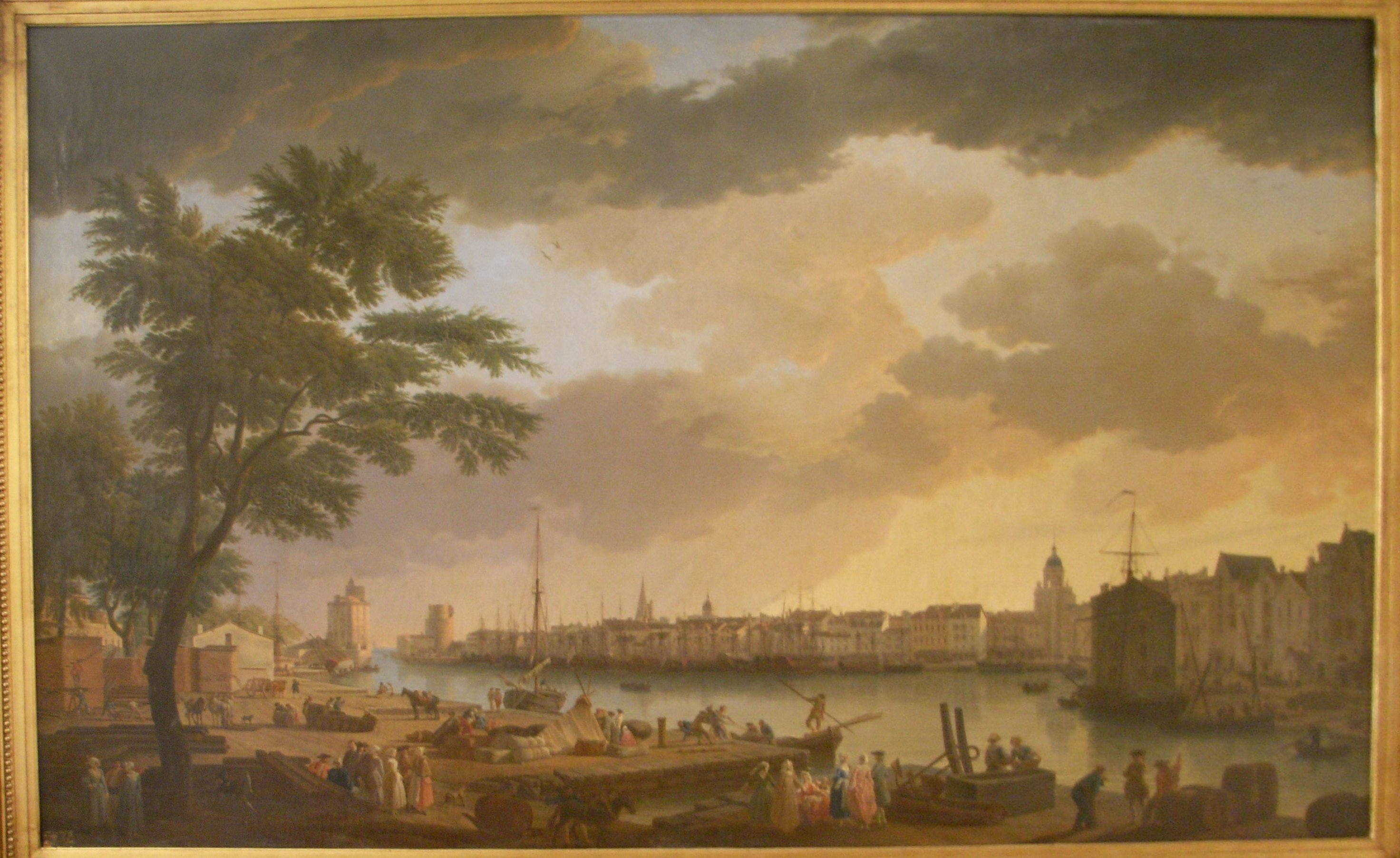
D'après Joseph Vernet, Vue du port de La Rochelle en 1762, 165 × 263 cm.
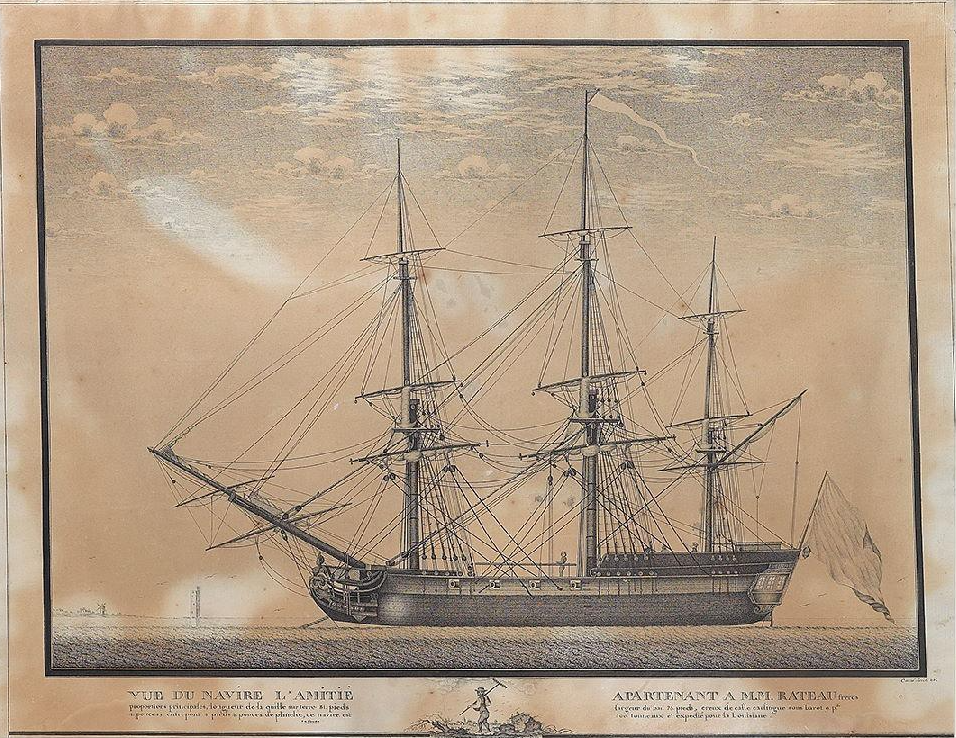
Navire négrier L'Amitié appartenant à la maison Rasteau. En 1787, il déporte 227 esclaves africains de Sénégambie à Port-au-Prince (Saint-Domingue), dont 21 meurt durant la traversée de l'Atlantique[8].
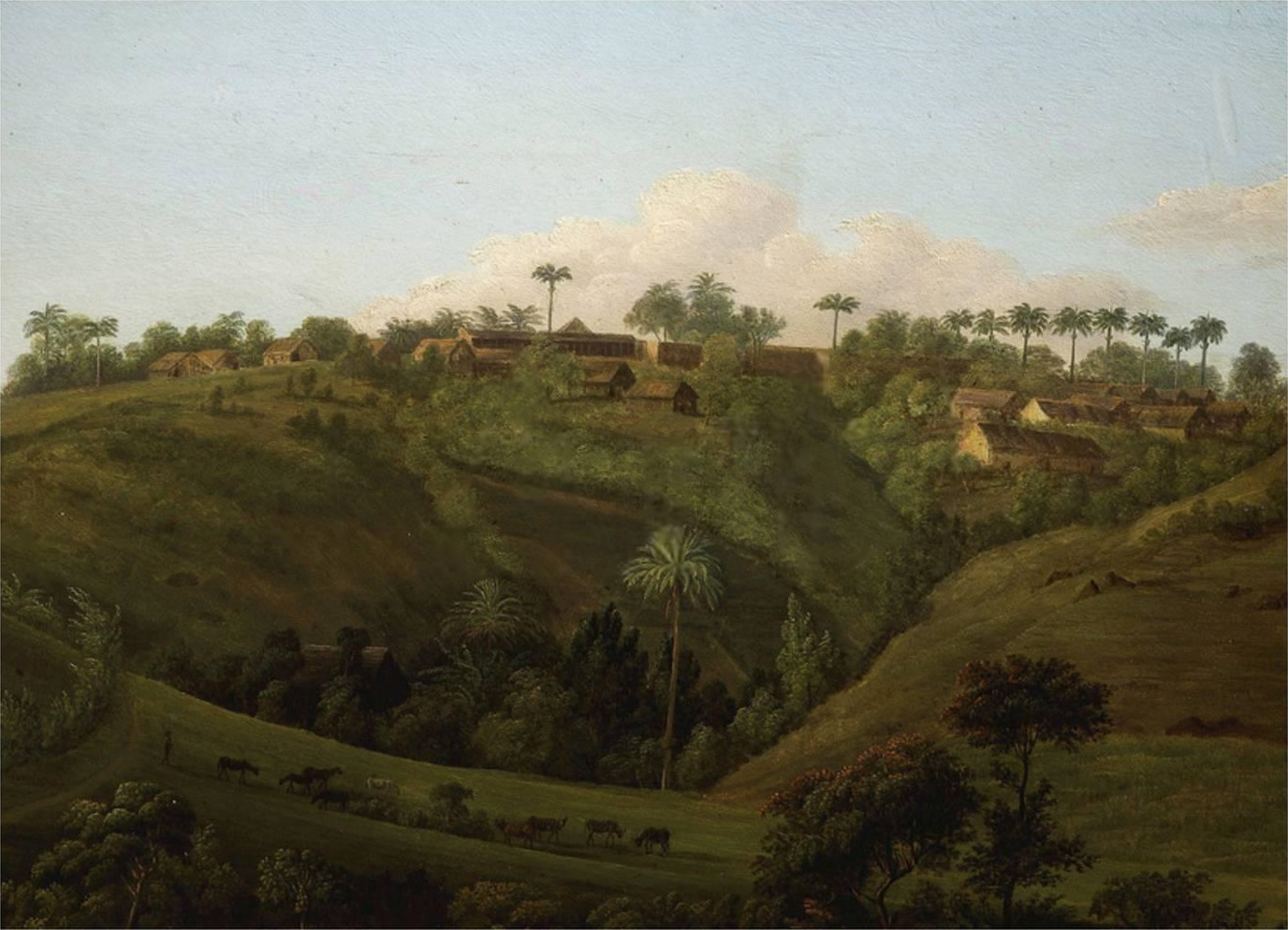
Jenny Prinssay, Vue de la Martinique (début XIXe siècle), huile sur panneau.
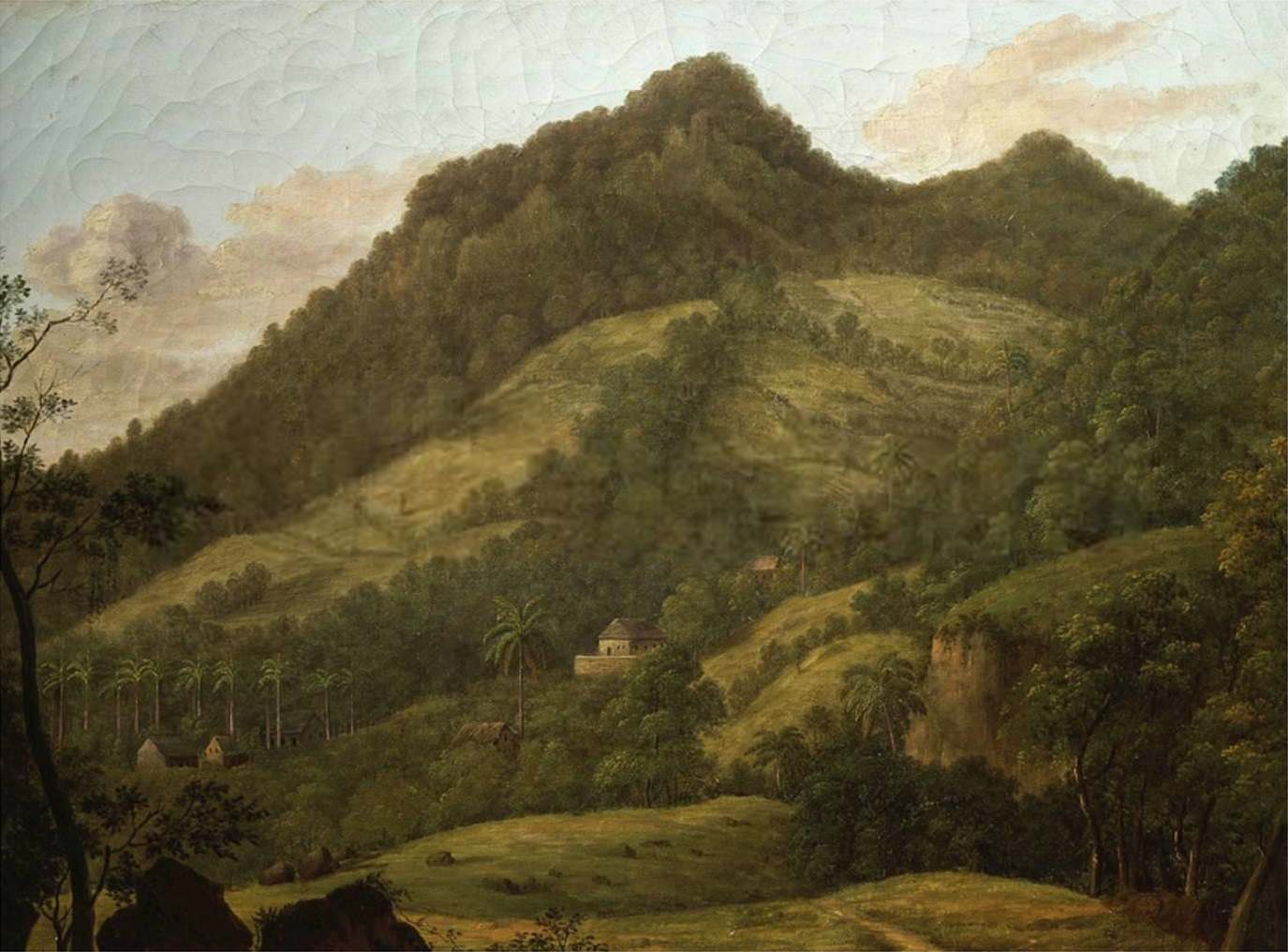
Jenny Prinssay, Vue de la Guadeloupe (1813), huile sur panneau.
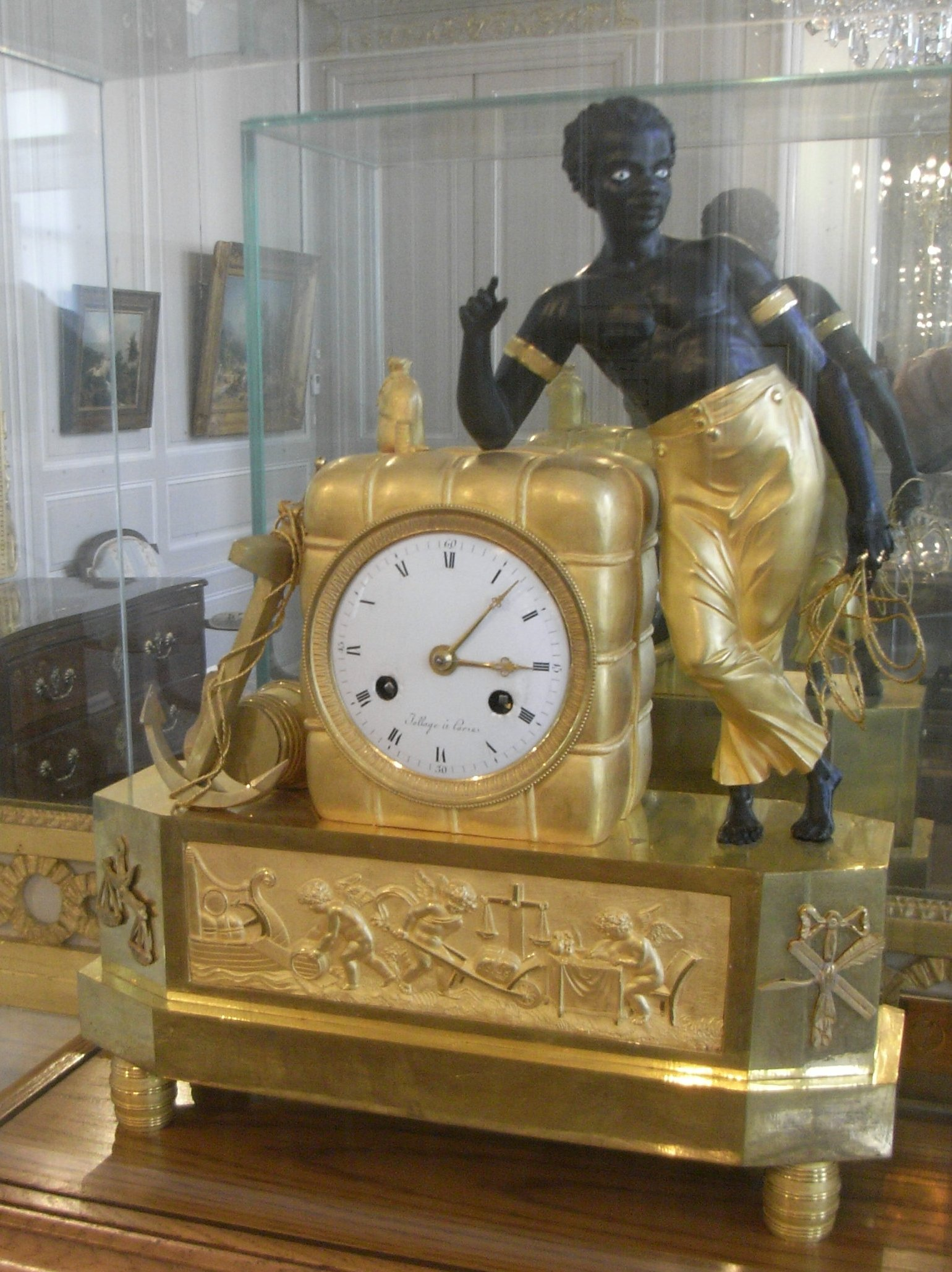
Pendule au nègre à la balle de coton (1800-1810), signée « Jollage à Paris ».
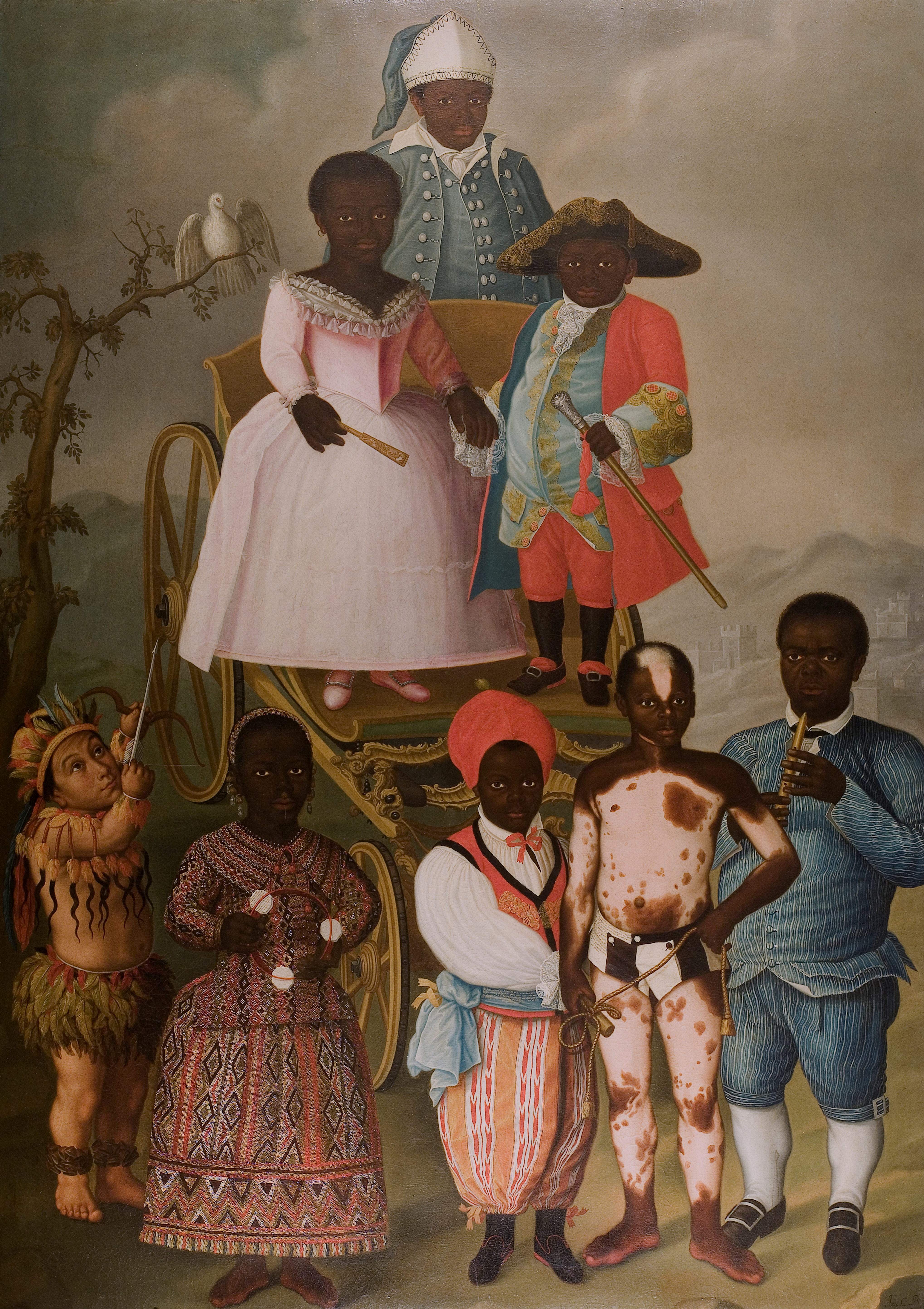
José Conrado Roza, La Mascarade nuptiale (1788). Parodie de mariage entre des nains brésiliens[9].
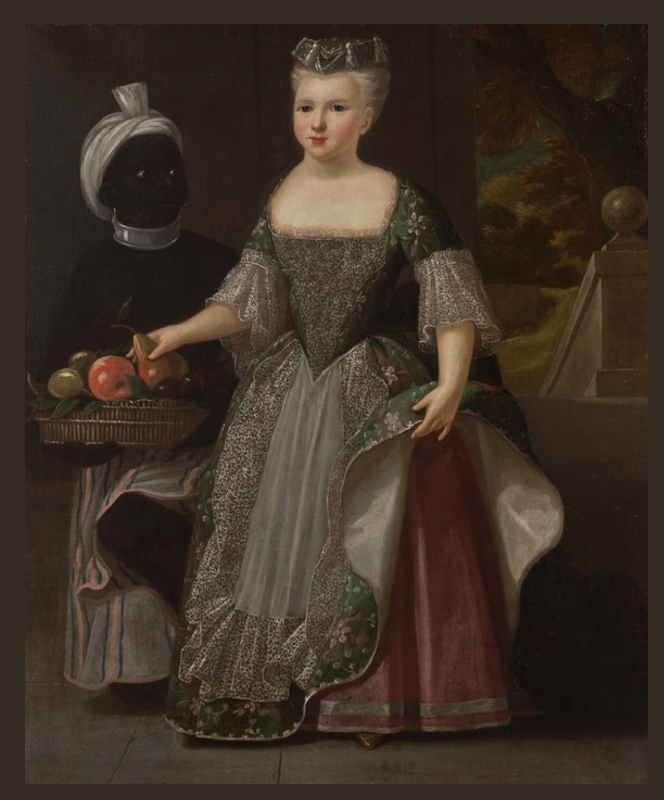
Portrait de Marie-Jeanne Grellier avec son esclave. Les Grellier possèdent une plantation à Jérémie et sont alors en voyage à La Rochelle.
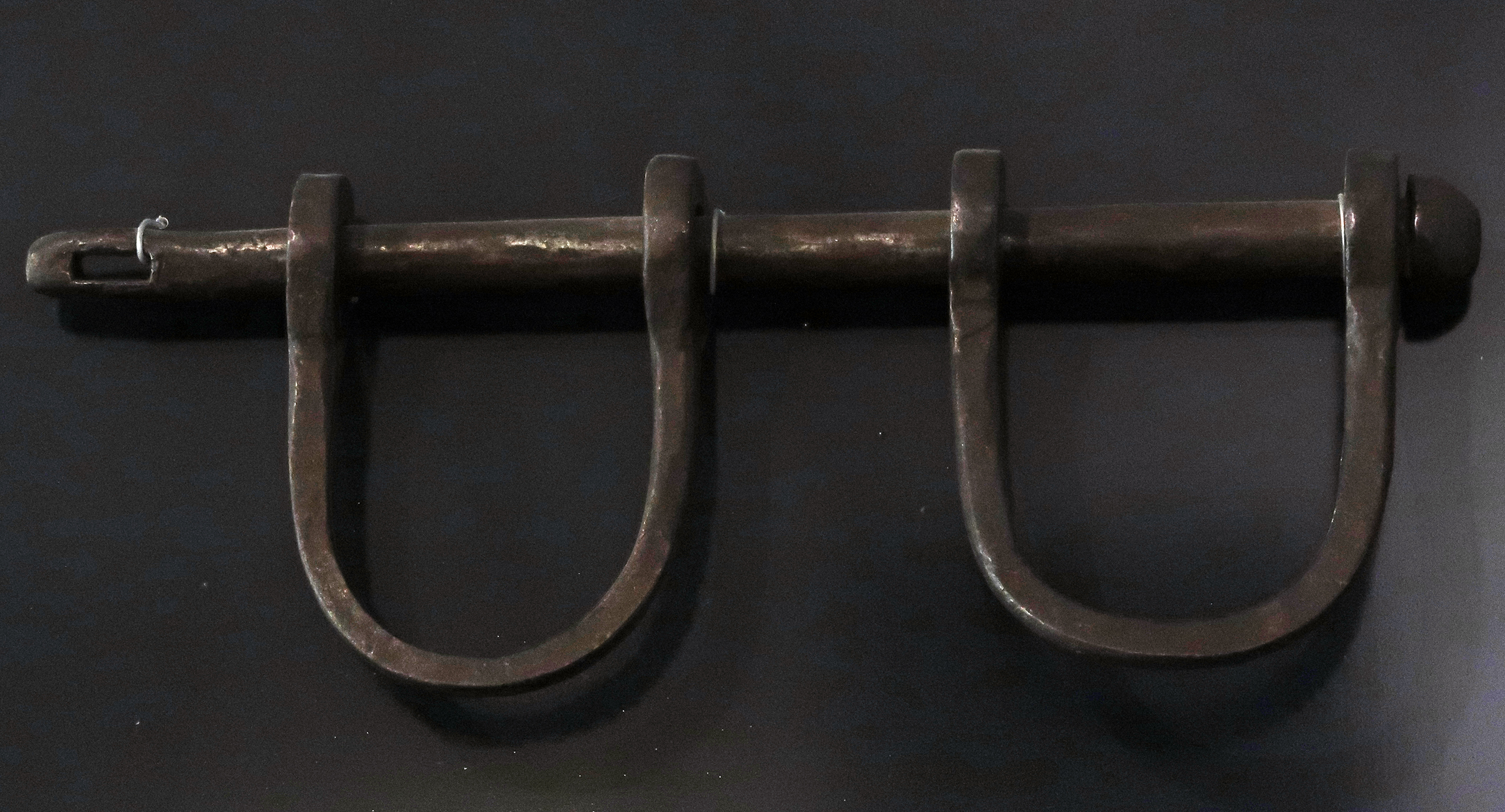
Fers de cale : la cheville de l'un était attachée à celle de son voisin durant la traversée sur les bateaux de traite.
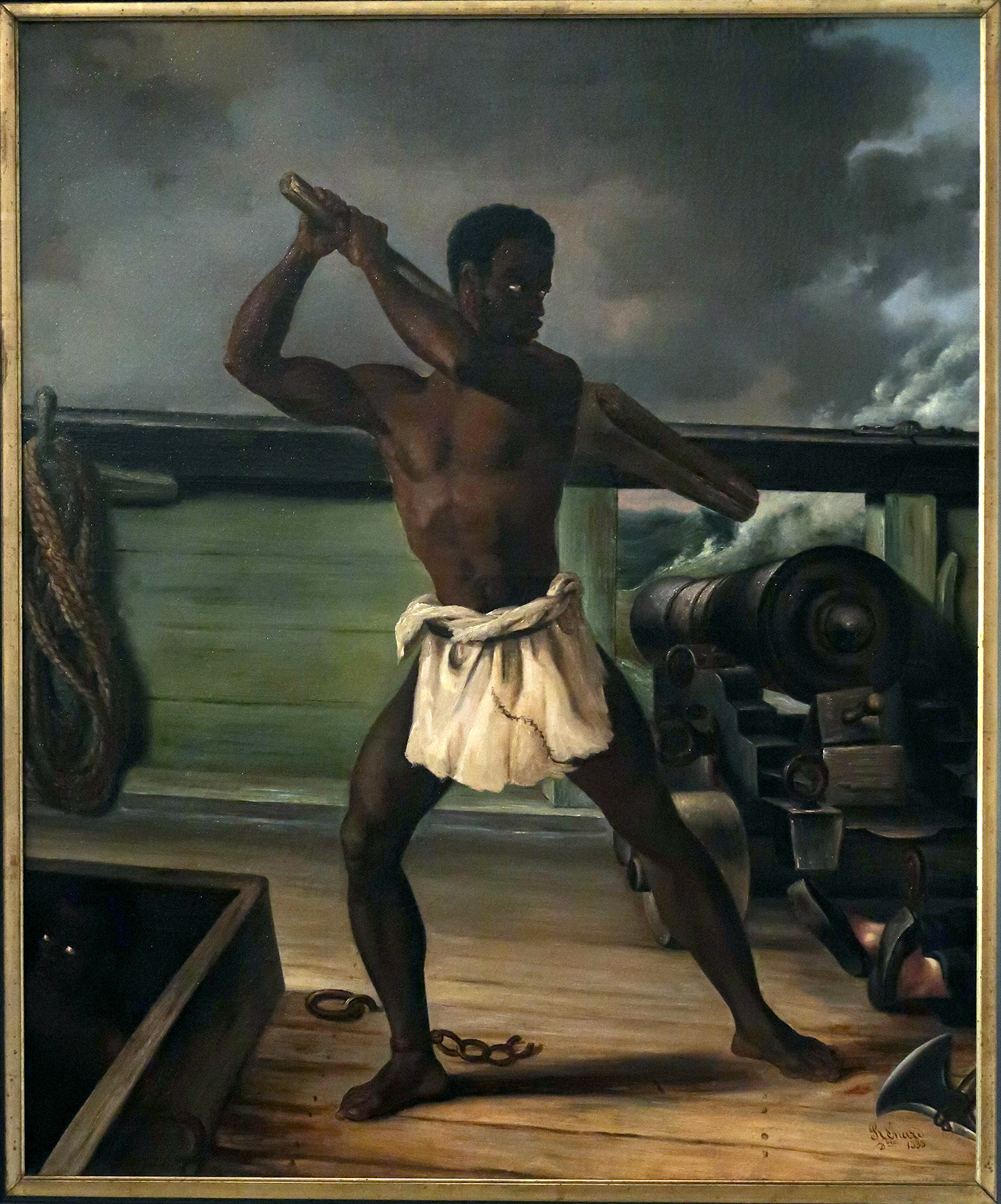
Édouard-Antoine Renard, Rébellion d'un esclave sur un navire négrier (1839), 99 × 83 cm.
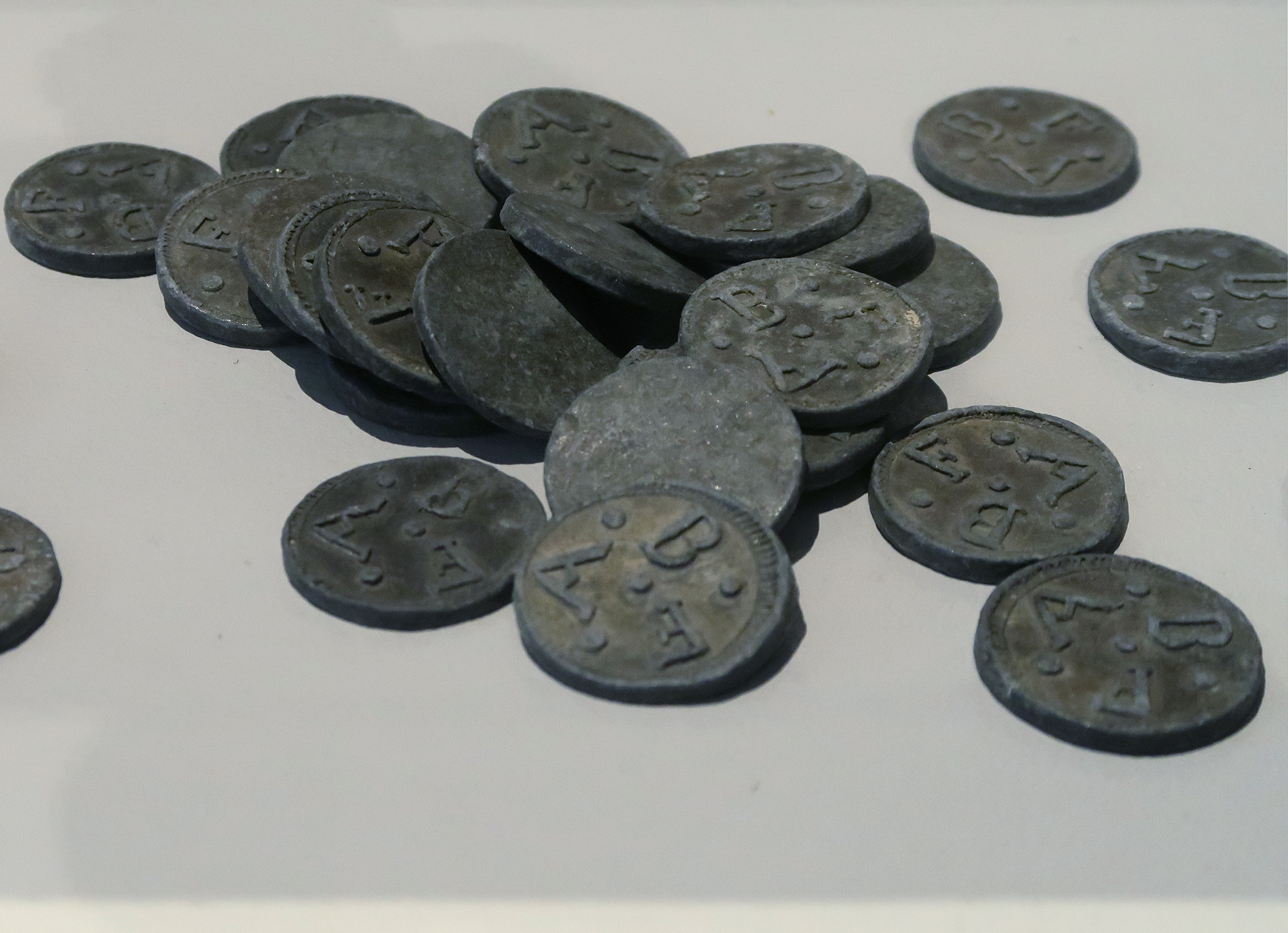
Jetons d'habitation (XVIIIe siècle), étain (?)[10].
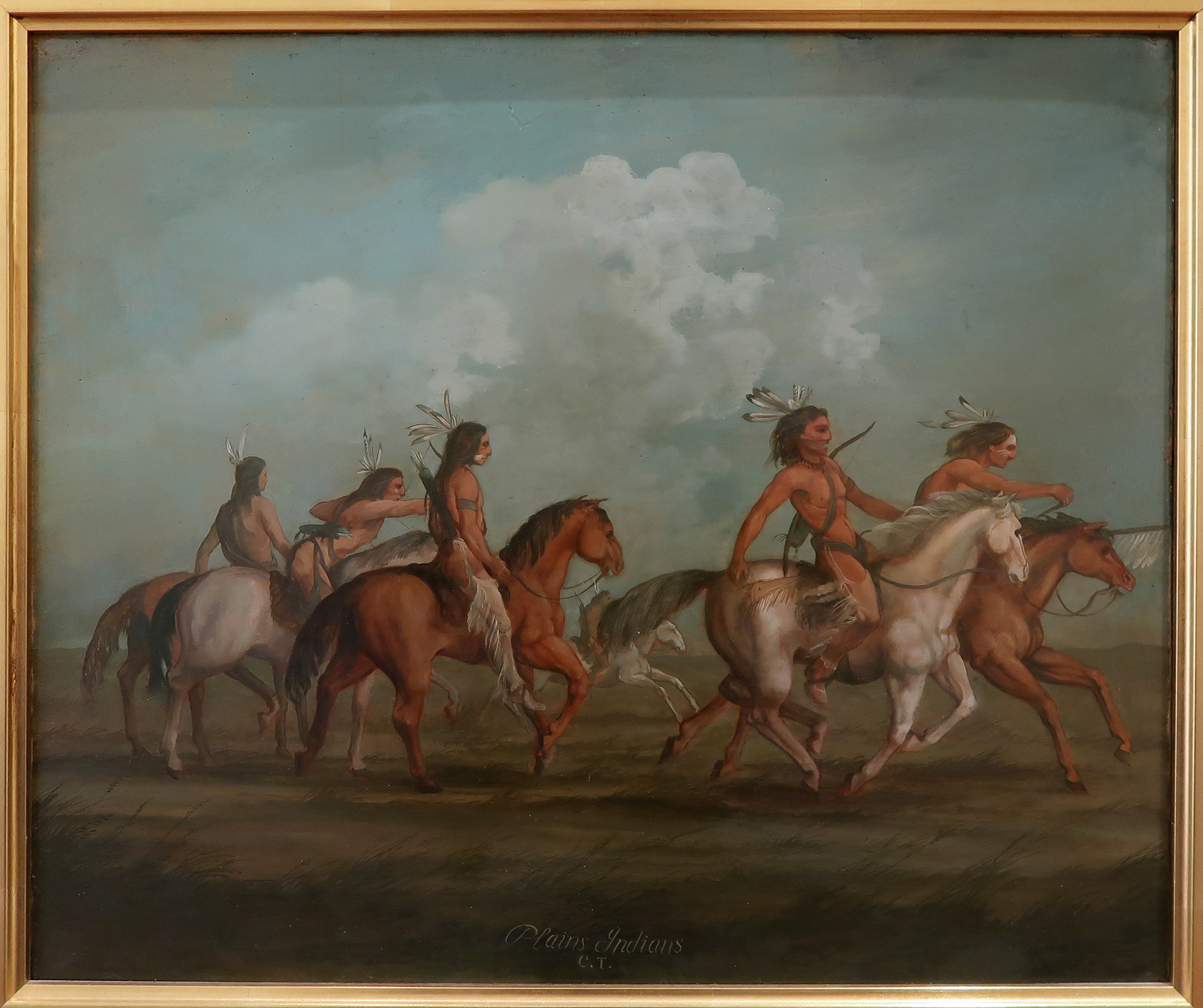
Plains Indians, d'après George Catlin.
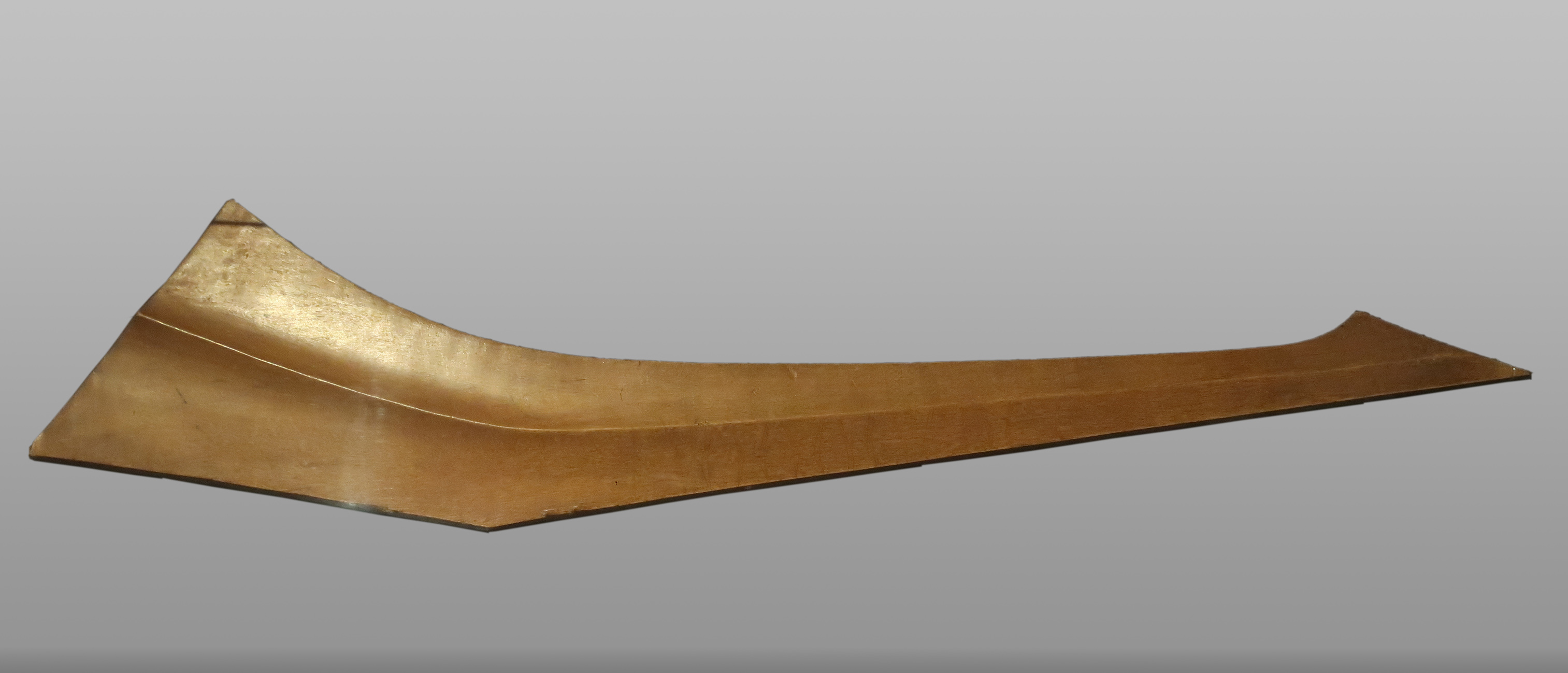
Casse-tête (Gunstock war club) (vers 1760), tribu indienne des Sauks, bois.
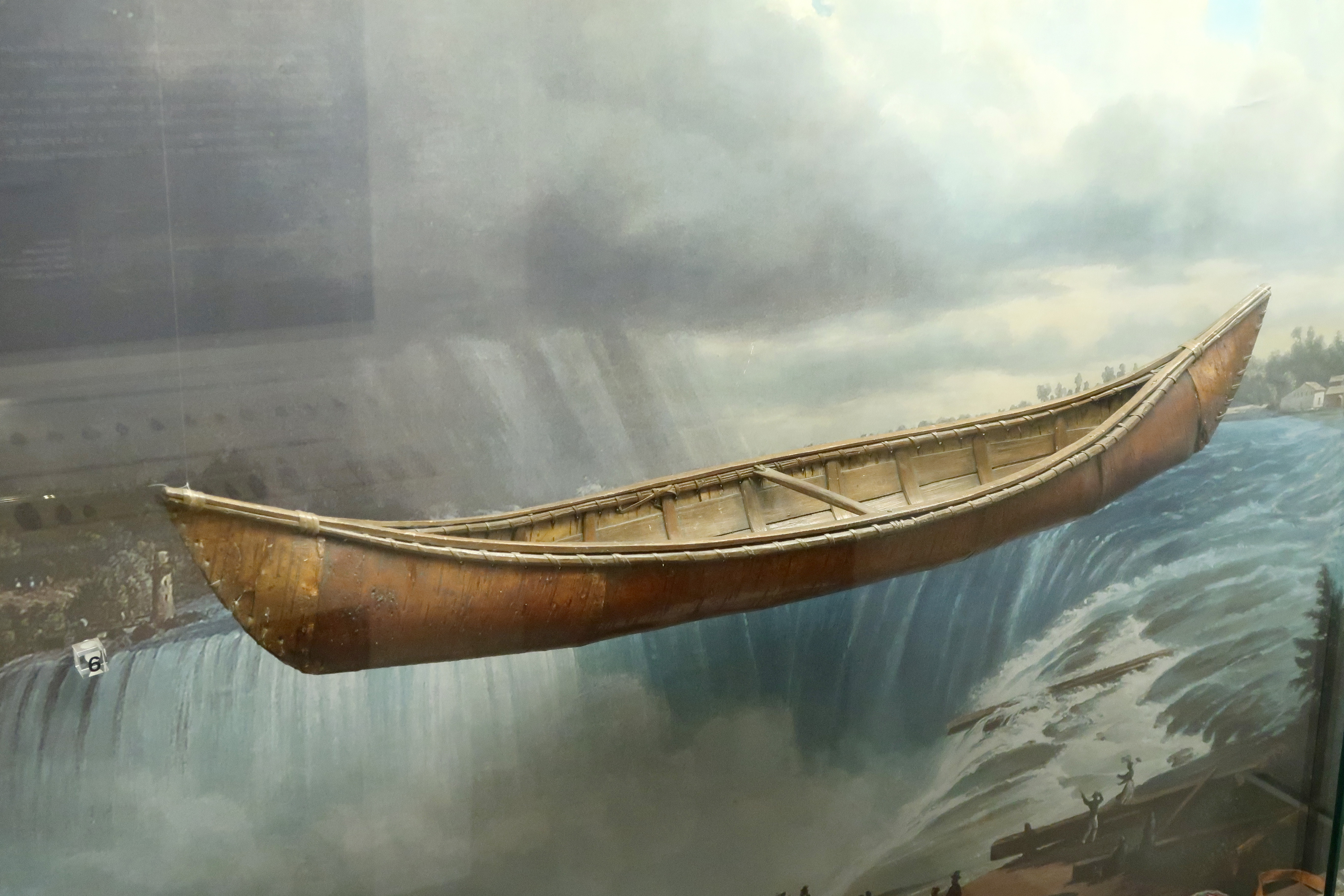
Maquette de canoé (fin XVIIIe siècle, avant 1782), région des Grands Lacs, écorce de bouleau, racine d'épinette, cèdre.
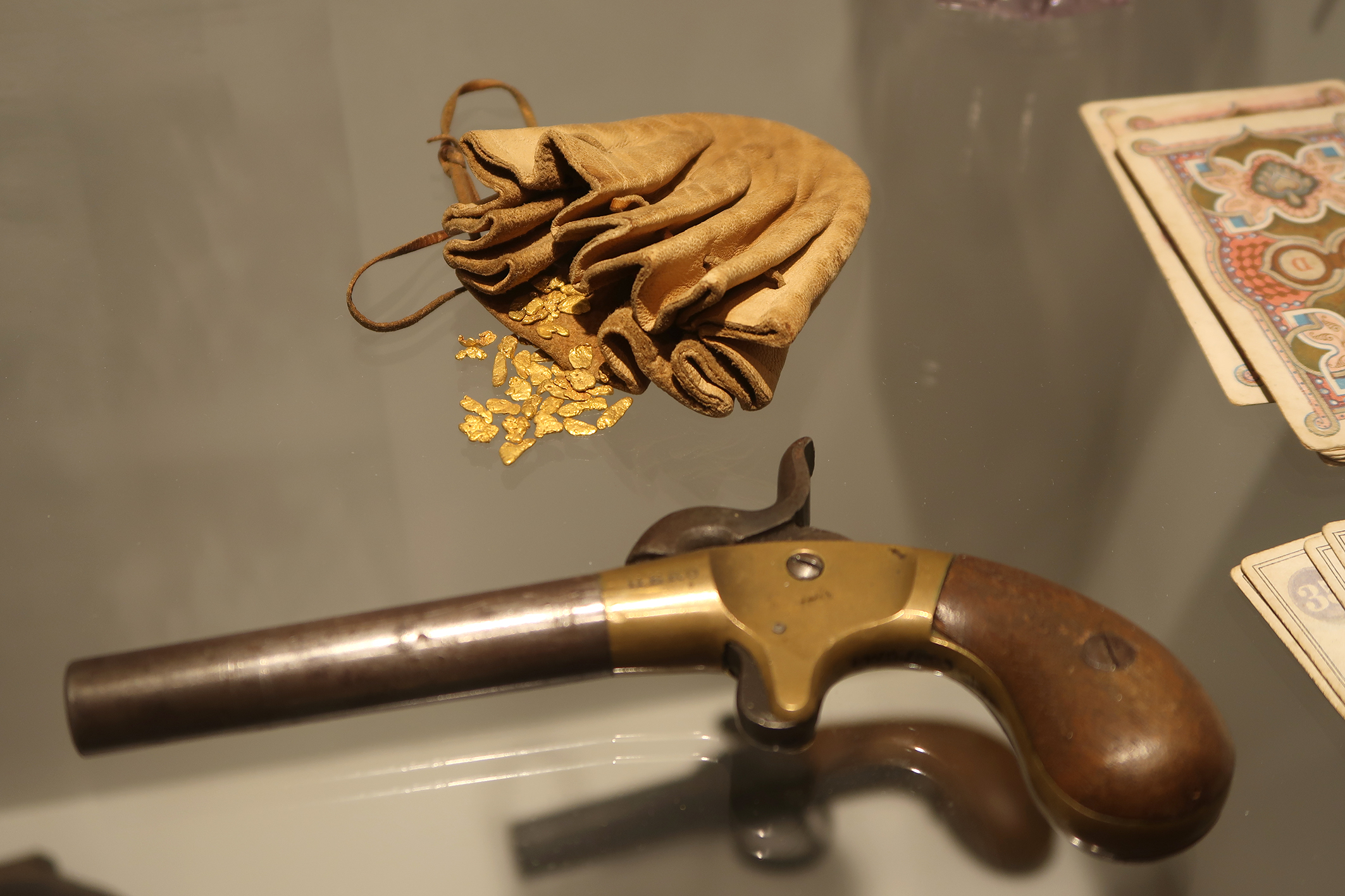
Bourse en cuir et pépites d'or fluviales (XIXe siècle). Petit pistolet de jeu à un coup (vers 1850), acier, laiton, bois. Cartes à jouer.